# Лангер, Карл Генрих
Карл Генрих Лангер (нем. Karl Heinrich Langer; вторая половина 1730-х годов — после 1792) — российский правовед и педагог германского происхождения.

## Биография
Учился в Гёттингенском и Йенском университетах, принадлежал к вольфианцам, учёной степени не имел. С 1759 жил в России. В 1764 году по рекомендации Г. Ф. Миллера был приглашён для преподавания в Московском университете вместо Ф. Дильтея. Ординарный профессор кафедры всеобщей юриспруденции юридического факультета (1764—1774); преподавал естественное и народное право (следуя Даниэлю Неттельбладту) и политику. При изложении своего предмета он особенно настаивал на важности истории, статистики и философии. Учениками Лангера были Алексей Артемьев и Семён Десницкий. Лангер — один из авторов проекта университетского Устава: «Мнение об учреждении и содержании университета и гимназии в Москве» (1767). С 1765 года был секретарём Конференции университета, вёл её протоколы на латинском языке.
Выйдя в отставку в мае 1774 года, открыл в Москве частный пансион, в котором преподавал латинский, французский и немецкий языки, историю и географию.
Лангеру принадлежит несколько торжественных речей, из которых первая, «О происхождении и развитии положительного права…» (лат. De origine ac progressu legum positivarum...), была сочинена в 1766 году ко дню рождения Екатерины II. Он также опубликовал «Полный географический лексикон» (М., 1791—1792). Биография Лангера написана В. Н. Лешковым («Биографический словарь профессоров Московского университета», I).
В 2011 году на факультете политологии МГУ вышла книга с лекцией Лангера «О пределах и важнейших представителях политической науки». Основой книги стала речь профессора Лангера, приуроченная к восшествию на российский престол императрицы Екатерины II, которая впервые была опубликована в Издательстве Московского университета в 1771 году — таким образом, первой публикации по политической науке в Московском университете в 2011 году исполнилось 240 лет.

Политика — есть, прежде всего, искусство счастливо управлять народом— Карл Генрих Лангер. «О пределах и важнейших представителях политической науки»